# Broch (byggnad)

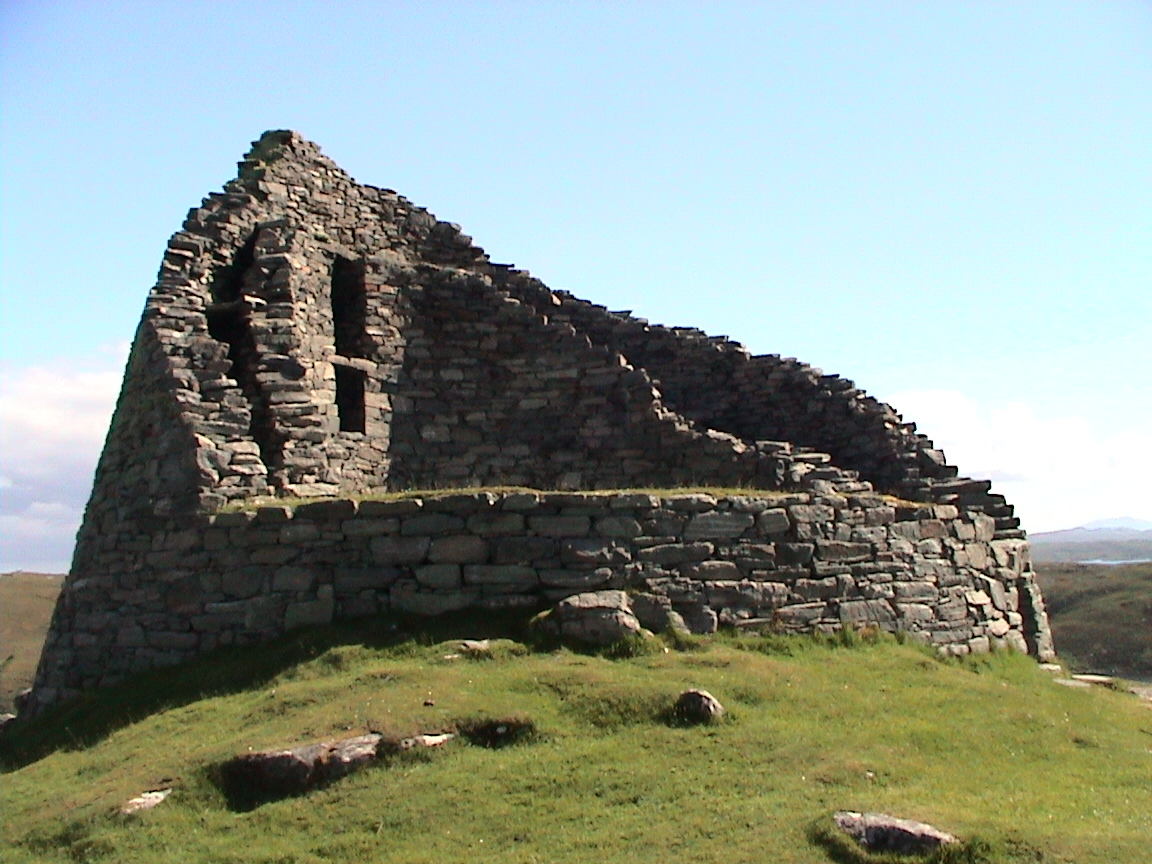
Dun Carloway, broch på ön Lewis i Hebriderna i Skottland.

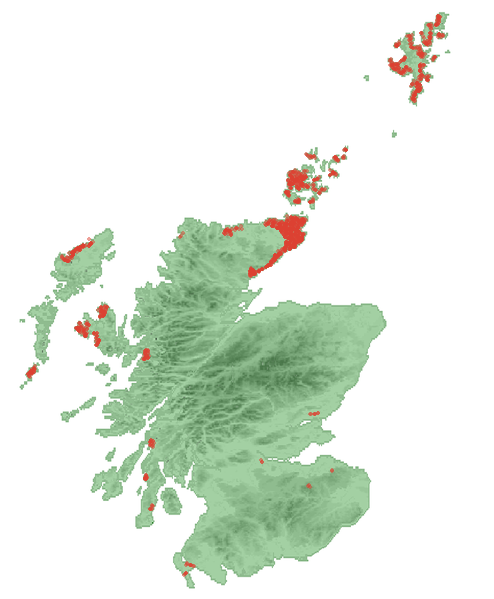
Områden med brochar i Skottland

En broch är en beteckning för en kallmurad tornbyggnad i Skottland. De dateras vanligen till järnåldern, vilket avser perioden 800 f.Kr. till 200 e.Kr. i Skottland. Brochen inkluderar några av de mest utsökta exempel på arkitektur av murad sten som någonsin har byggts. Brocharna inräknas bland de komplexa atlantiska rundhusen.

## Ursprung
Brochens ursprung är omdiskuterat. Vid mitten av 1900-talet trodde de flesta arkeologerna att brocharna byggdes av folk som tvingats på flykt norrut som ett resultat av Romarrikets invasion av södra England. Den teorin har sedan tappat anhängare eftersom de få radiokoldateringarna som är gjorda pekar på ett långt tidigare datum för när de första broch-konstruktionerna anlades. Den mest välbevarade brochen som kan studeras idag ligger på Mousa i Shetlandsöarna, och kan dateras till någon gång mellan 100 f.Kr. och 100 e.Kr. Vissa andra exempel från Skottland och de nordliga öarna är ännu äldre. De tidigaste radiokoldateringarna som gjorts kommer från Shetlandsöarna och Caithness.
Den rådande tankegången är att brochar byggdes av lokalbefolkningen i norra Skottland, kanske med hjälp av kringresande hantverkare som bidrog till att byggnadsverken fick lika formgivning på de olika platserna. Spridningen av brochar är centrerat till nordligaste Skottland. Caithness och de norra öarna har högst koncentration av byggnaderna, men det finns också många exempel på Hebriderna och i Sutherland. Även om flertalet ligger i norra Skottland har även södra Skottland sina brochar, till exempel Edin's Hall Broch, på västkusten av Dumfries och Galloway och i närheten av Stirling. Denna grupp av sydliga brochar har däremot aldrig undersökts ordentligt.

## Användning

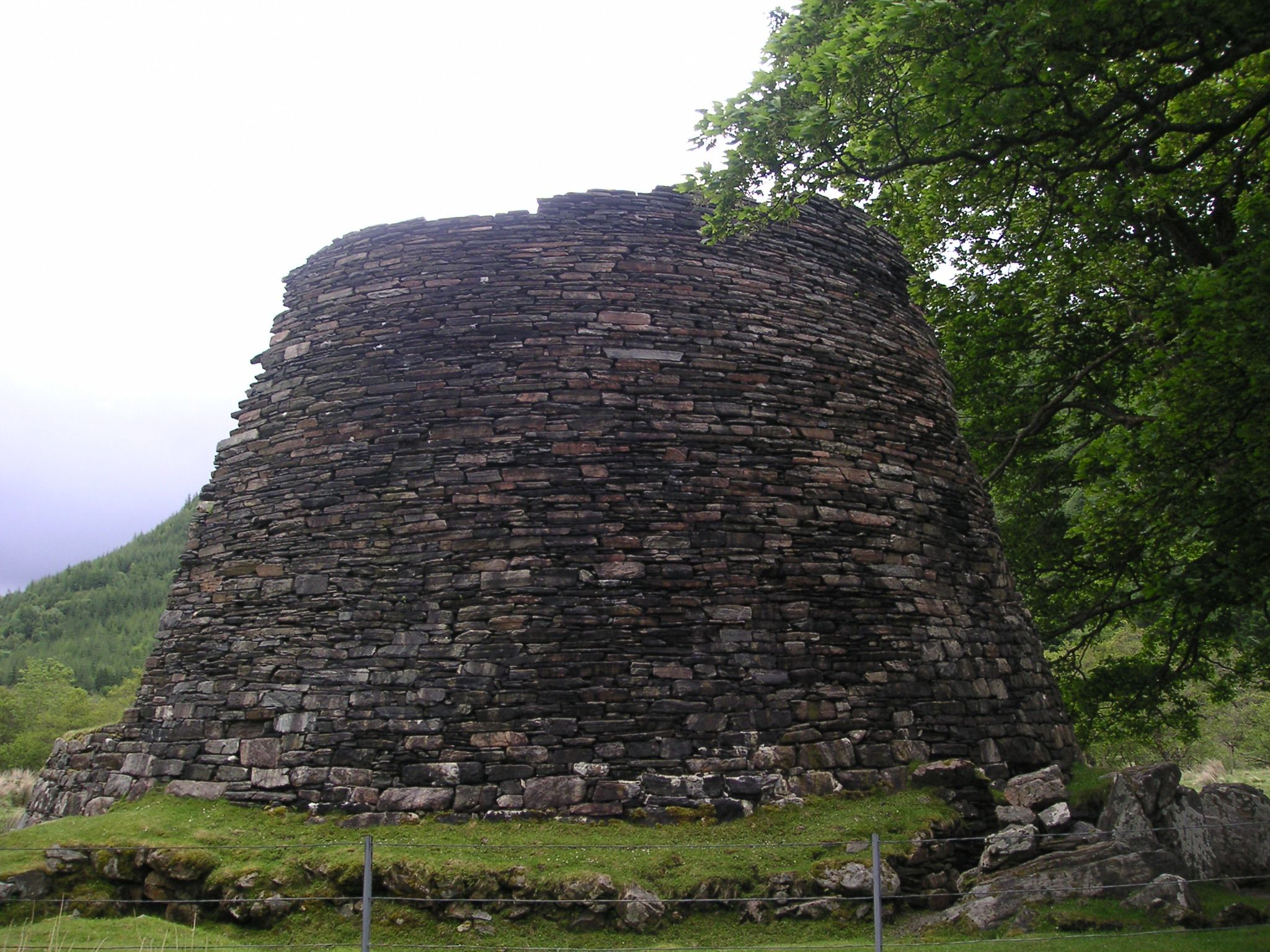
Dun Telve, broch i Glenelg i Skottland.

De första historiska och arkeologiska antaganden av 1800-talets vetenskapsmän, var att brochen användes som försvarsanläggning, en sorts skyddsrum dit lokalbefolkningen och deras boskap kunde fly vid anfall. Senare var uppfattningen att brochen var järnåldersfästningar, varifrån lokala landägare härskade över den underkuvade befolkningen. Dessa teorier miste kraft bland de flesta arkeologer under 1980-talet, på grund av brist av arkeologiska spår. Dagens arkeologer har argumenterat att byggnaderna aldrig i huvudsak uppfördes i försvarssyfte, utan såg istället dem som dåtidens glansfulla storverk, byggnader uppförda för prestige och för att tydligt påvisa överhet bland betydande familjer.
Den täta förekomsten och det höga antalet i många områden ses dock som ett argument mot att de skulle ha varit till försvar eller prestige, och arkeologer studerar ofta nu varje broch individuellt, och det råder visst tvivel om det fanns ett gemensamt syfte och användning för alla brochar som byggdes.

## Strukturer
Storleken på brocharna varierar mellan 5 och 15 meter i diameter med tre meter tjocka väggar. Av väggarna återstår idag bara ett par meter i genomsnitt, men de mest välbevarade fynden, som vid Carloway, Telve, Troddan, Mousa och Dornaigil, kan de vara upp till 13 meter höga. Det är dock svårt att avgöra om de var högre eller inte. Ett genomgående karaktärsdrag är att väggarna består av en yttre och inre vägg, som står separat men sammanbinds av stenplattor inuti. 
Den allmänna uppfattningen är att brochen täcktes av ett tak, sannolikt ett koniskt tak av timmer och täckt av halm. Det finns få bevis för detta, men undersökningar vid Dun Bharabhat på Lewis i Hebriderna stöttar teorin.
De bäst lämpade brocharna att besöka för turister är Mousa Broch, vars välbevarade väggar har en höjd på 13 meter, Clickimin, Levenwick och Culswick på Shetland; Dun Carloway på Lewis; Gurness och Midhowe på Orkneyöarna; medan de idag högsta stående brocharna på det skotska fastlandet är Dun Trodden och Dun Telve (bägge i Glenelg) och Dun Dornaigil i Sutherland).
Föreningen Shetland Amenity Trust listar omkring 120 platser på Shetland som kan betraktas som broch-lämningar medan den statliga fornminnesorganisationen Royal Commission on the Ancient and Historic Monuments of Scotland listar hela 571 platser.
För att bygga en brock beräknas cirka 400 dagsverken av murare och 5 600 dagsverken av grovarbetare. Om man ponerar att man till byggandes har två murarmästare och två dussin arbetare att forsla, lyfta och bära stenen, tar det 200 arbetsdagar för brochen att bli färdig. Hantverket som krävdes för att resa en broch undersöks av Irwin Campbell och forman AOC Archaeology Ltd i Edinburgh.

## Fotogalleri

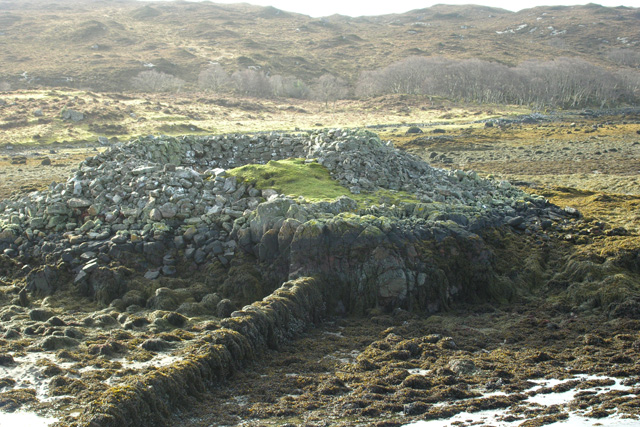
An Dun broch, vid Loch Ardbhair, Sutherland.
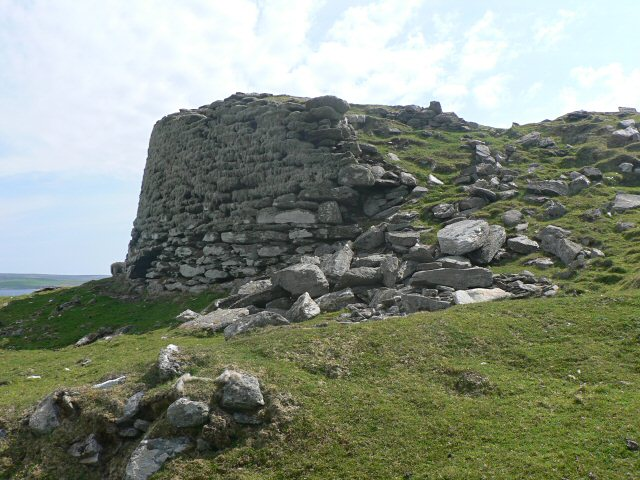
Burra Ness Broch på den shetländska ön Yell.
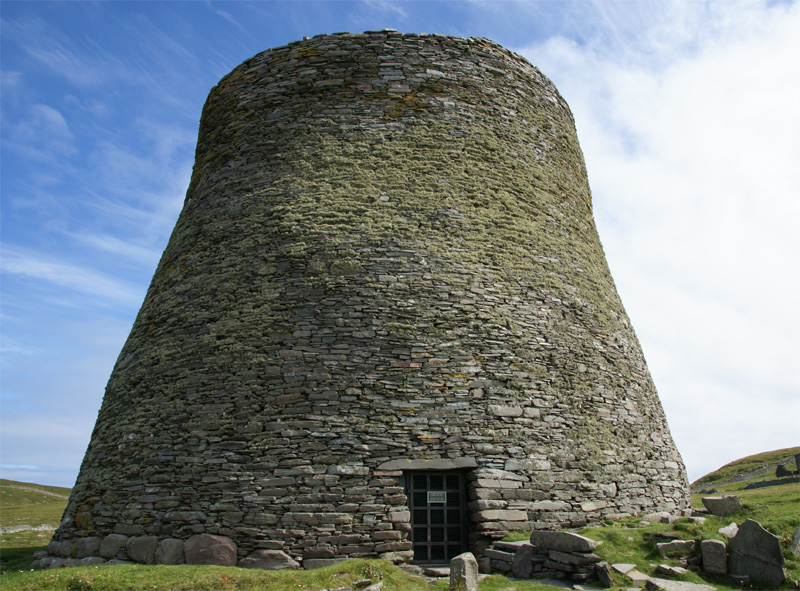
Mousa broch är en av de mest välbevarade.
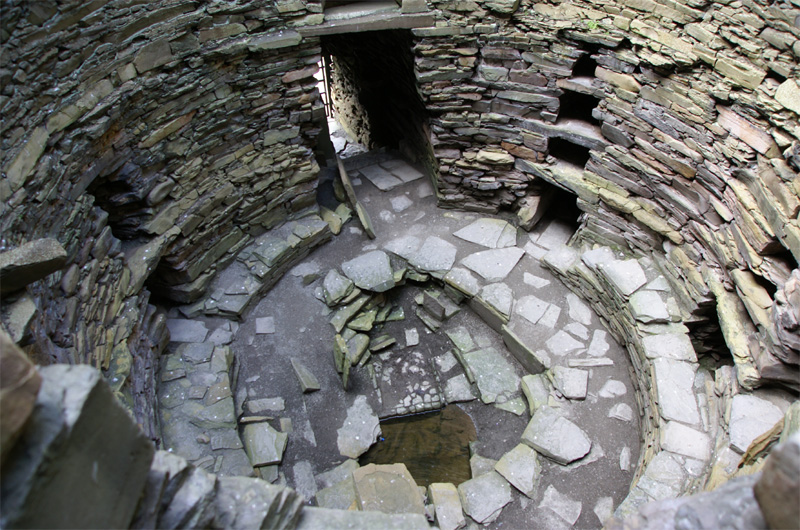
Insidan av Mousa Broch.
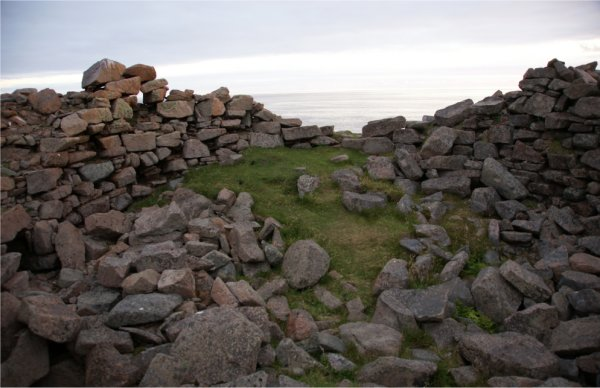
Culswick broch, Shetlandsöarna.
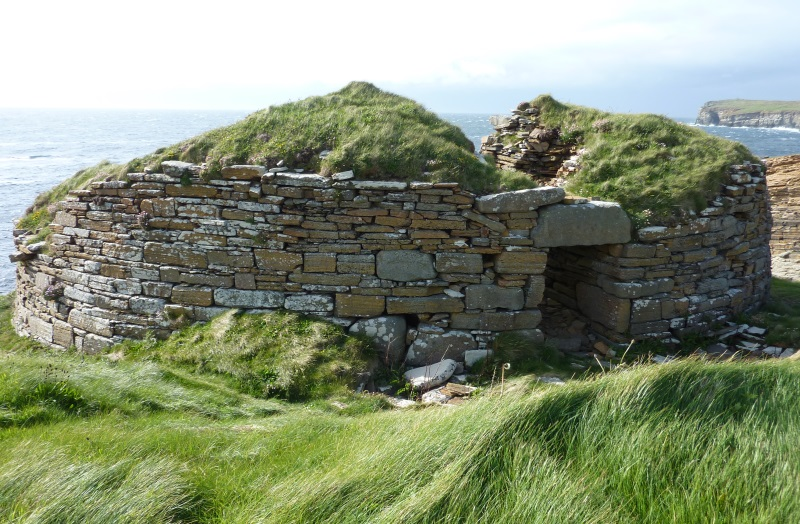
Broch of Borwick på Orkneyöarna.
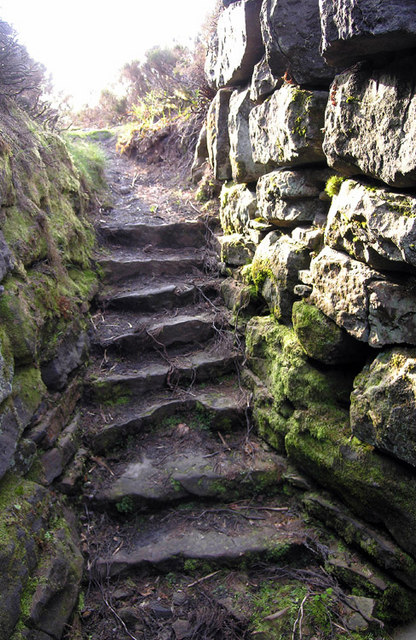
Trappor i Tappoch Broch, centrala Skottland.
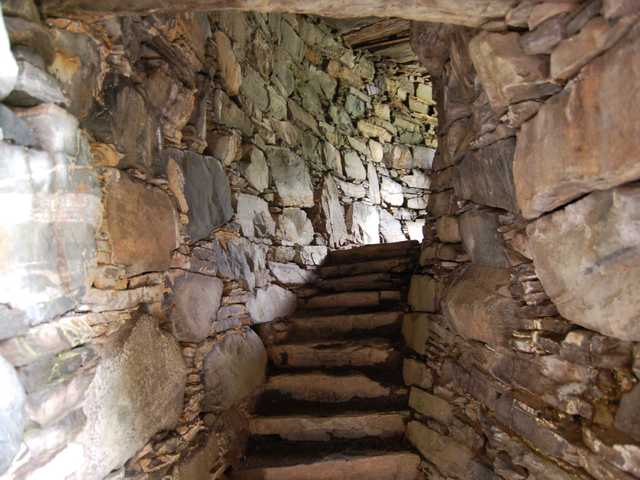
Trappor i brochen Dun Troddan, i närheten av byn Glenelg, skotska höglandet.
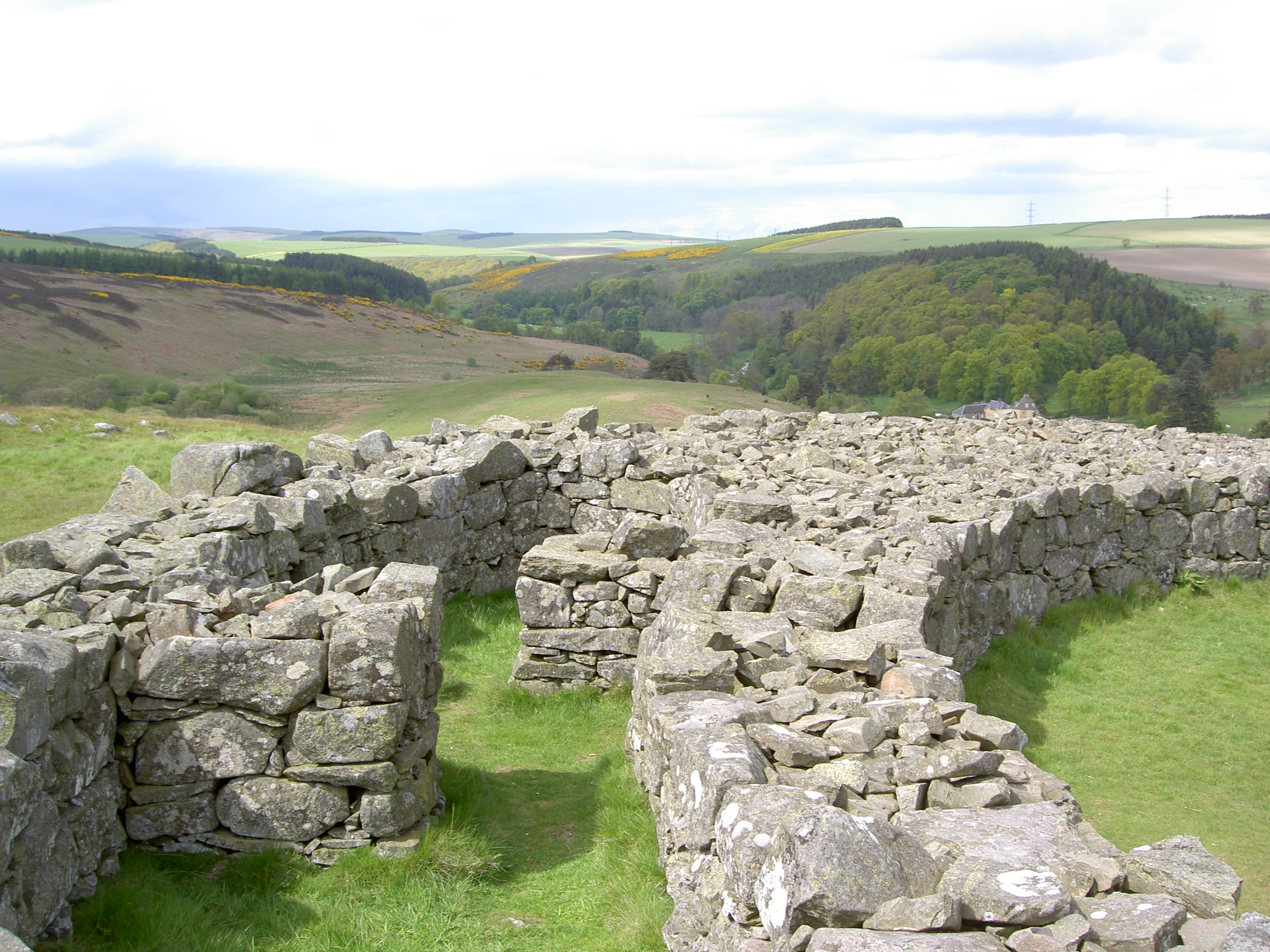
Edin's Hall broch i södra Skottland.
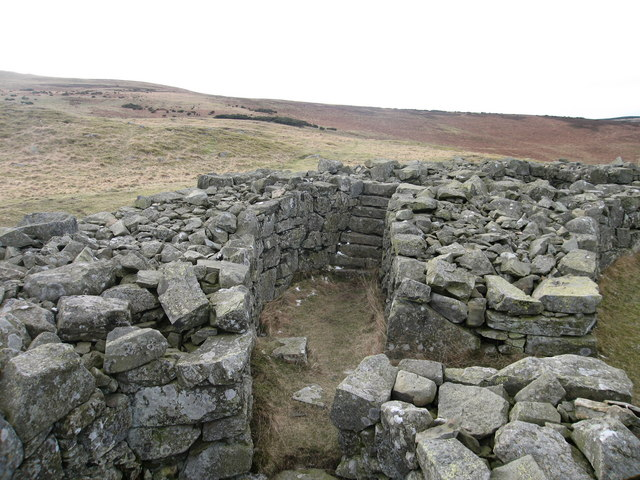
Stentrappor inuti Edin's Hall broch.
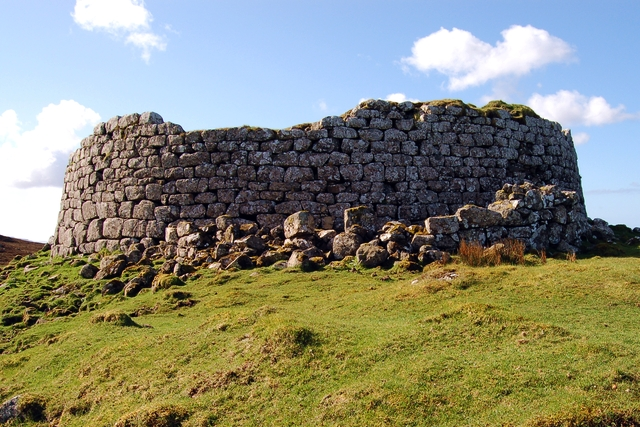
De 4 meter höga väggarna på ruinerna av brochen Dun Hallin på ön Skye, Hebriderna.
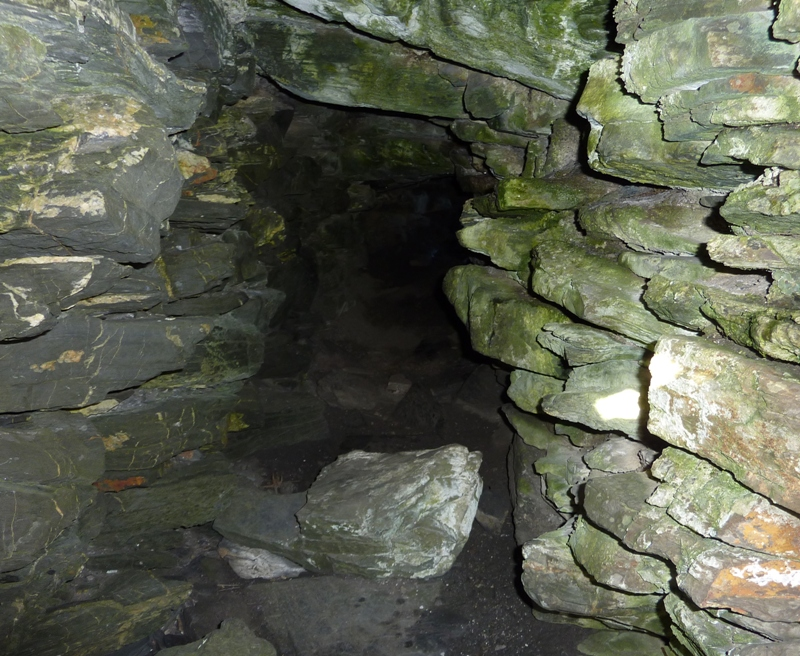
Inblick mellan murarna av Tirefour Broch, även kallad Tirefour castle, på ön Lismore, Hebriderna.